# Maria Żygadło
Maria Barbara Żygadło (ur. 22 czerwca 1949 w Opolu) – polska inżynier chemik, profesor nauk technicznych, w kadencji 2002–2005 prorektor Politechniki Świętokrzyskiej.

## Życiorys
W 1972 ukończyła studia na Politechnice Wrocławskiej. Doktoryzowała się tamże w 1976. Stopień doktora habilitowanego uzyskała w 1993 na Politechnice Gdańskiej w oparciu o rozprawę pt. Trwałość eksploatacyjna wyrobów ceramiki budowlanej w warunkach działania mrozu. Tytuł naukowy profesora nauk technicznych otrzymała 16 czerwca 2015. Specjalizuje się w chemii sanitarnej, gospodarce odpadami stałymi oraz inżynierii środowiska.
W latach 1972–1976 pracowała na uczelni macierzystej. W latach 1976–1981 była kierownikiem laboratorium badawczo-rozwojowego w Zjednoczonych Zakładach Ceramicznych „Cersanit” w Kielcach. W 1981 została zatrudniona na Politechnice Świętokrzyskiej, na której w 1993 objęła stanowisko profesora nadzwyczajnego. Na kieleckiej uczelni kierowała Zakładem Chemii Sanitarnej i Gospodarki Odpadami, objęła również kierownictwo Katedry Geotechniki, Geomatyki i Gospodarki Odpadami na Wydziale Inżynierii Środowiska, Geomatyki i Energetyki. W kadencji 2002–2005 była prorektorem Politechniki Świętokrzyskiej do spraw studenckich i dydaktyki.
Autorka m.in. podręcznika akademickiego pt. Principles of solid waste treatment and management (Kielce 2013). W latach 2002–2005 członkini Sekcji Materiałów Budowlanych przy Komitecie Inżynierii Lądowej PAN. Została odznaczona m.in. Złotym Krzyżem Zasługi (2004) i Medalem Komisji Edukacji Narodowej (2002).